# 内山麿我
内山 麿我（うちやま まろか、1984年2月28日 - ）は、日本のタレント。俳優。歌手。ダンサー。東京都板橋区出身。血液型はA型。

## 経歴
10歳のときに、兄の影響でダンスを習い始め、16歳でプロのダンサーとして活動し始める。その後、18歳で渡米してブリトニー・スピアーズ、シェール、ビヨンセ、マライア・キャリー等の振付けを担当したブライアン・フリードマンの元で修行を積む。
2005年にはVARIETY×VARIOUS feat. KINGKONG梶原の「Friends」でラップを担当しCDデビューを果たす。また、浜崎あゆみのダンサー兼振付、安室奈美恵、倖田來未、後藤真希、島谷ひとみ等、有名アーティストのバックアップダンサーとして多数出演。本人曰く、当時は日本のダンサーで3本の指に入る収入を得ていた。
2012年11月に浜崎あゆみとの熱愛が一部週刊誌にて報じられる。本人はこれを肯定して、2012年11月14日付けの自身のブログで正式に交際を報告した（後に破局）。
2005年に結婚した野村涼子との離婚を2012年11月20日付けの自身のブログで報告。
2013年、パワーピットに所属し、タレント業を中心に活動を行う。9月10日には自身初となるシングルをリリースし、歌手としてのデビューを果たす。2014年4月1日、和歌山県紀の川市に無農薬農園「まろ農園」をオープン。同年11月8日公開の映画『東京〜ここは、硝子の街〜』で映画に初出演する。
2015年3月、政治団体・渋谷から世界を真剣に考える会を立ち上げる。2015年4月、統一地方選挙渋谷区議会議員選挙（定数34）に無所属で立候補するも落選（229票、50名中48位。供託金没収）した。5月6日、ファーストアルバム『FAKE』をリリース。同作はHΛLがサウンドプロデューサーを務めた。7月7日、自身のブログにて同年3月14日に5歳年下の一般女性と再婚したことを公表した。
10月1日、女児が誕生、一児の父親となる。
2014年から、和歌山県紀の川市で、『GREEN JUNCTION』という甲子園球場6個分もある広い農園の一角を借りて、「まろ農園」トウモロコシ、タマネギ、スナップエンドウを無農薬栽培を仲間と、本人は月に1回ぐらいの頻度で作業をしている。妻の実家が工務店、不動産会社を経営しているので、手伝い。解体作業とか建築資材の搬入、インストラクターとしては、渋谷の道玄坂のスタジオの一室を借り、不定期でヒップホップジャズを 中学生から高齢者の方までと幅広い年齢層に教えている。神奈川県で親子3人暮らし。

## 出演

### テレビ番組
- 東野・有吉のどん底（TBS、2013年10月3日）
- ナカイの窓（日本テレビ、2013年9月25日）
- テレビシャカイ実験 あすなろラボ（フジテレビ、2013年9月15日）
- 嵐を呼ぶあぶない熟女（TBS、2013年7月11日・10月10日）
- アッコにおまかせ!（TBS、2013年5月5日）
- メッセンジャー&なるみの大阪ワイドショー（毎日放送、2014年7月17日）
- 上沼・高田のクギズケ!（読売テレビ、2014年8月17日）
- 中居正広のこうして私はやっちゃいました! 神センス☆塩センス!（フジテレビ、2015年6月22日）
- バイキング（フジテレビ、2016年12月5日）

### 映画
- サイコギャンブラー破滅的遊戯（2014年4月23日、マジカル） - 水本 役
- 東京〜ここは、硝子の街〜（2014年11月8日、ムービーマジック、HumanPictures） - 青木カズ 役

### テレビドラマ
- 連続テレビ小説『あまちゃん』92話（NHK、2013年）[13]
- Stand Down（千葉テレビ放送、2014年10月6日） - バラエティ番組「Stand Up!!!」内で放送されているテレビドラマ

### ラジオ
- HOT MUSIC COLLECTION（FMうらやす、2013年8月21日）

### ミュージック・ビデオ
- 浜崎あゆみ「You & Me」（2012年8月8日）[14]
- 浜崎あゆみ「Wake me up」、「snowy kiss」（2012年12月8日）[15][16]

### 雑誌
- Badi（2014年11月号）

## ディスコグラフィ

### シングル
|     | タイトル | 発売日        | 曲目       | 作詞/作曲            | レーベル     | 備考         |
| --- | -------- | ------------- | ---------- | -------------------- | ------------ | ------------ |
| 1st | ReBORN   | 2013年9月10日 | 01. ReBORN | 作詞・作曲：内山麿我 | Panty Record | 写真集が付属 |

### アルバム
|     | タイトル | 発売日       | 曲目 | レーベル     | 販売形態 | 販売形態 |
| --- | -------- | ------------ | --- | ------------ | -------- | -------- |
| 1st | FAKE     | 2015年5月6日 | 01. Human Explosion 02. Jo-shiki 03. 俺たちのくだらなく素晴らしい愛の歌 04. Risen 05. 偽りの真実 06. past A future 07. ”DAREKA” What is… 08. F**k For The Fake 09. HELP 10. ReBORN 11. 苦しめた君へ 12. Just Believe…We Can Fly 13. 道なくし 14. 当然の街 | Panty Record | CD       | CD+DVD   |

### 参加作品
- 「Friends」VARIETY×VARIOUS feat. KINGKONG梶原 - ラップ担当（2005年11月23日）

## タイアップ
| 楽曲   | タイアップ                                 |
| ------ | ------------------------------------------ |
| 2014年 |                                            |
| ReBORN | 映画『サイコギャンブラー破滅的遊戯』主題歌 |